# Vlag van Westland (gemeente)

Vlag van de gemeente Westland

De vlag van Westland werd op 22 maart 2005 bij raadsbesluit vastgesteld als de officiële gemeentelijke vlag van de Zuid-Hollandse gemeente Westland. De vlag kan als volgt worden beschreven:
Vier banen van wit en groen met een hoogteverhouding van 4:1:2:1, de onderste witte baan vijf maal haaks gehoekt; op de halve vlaglengte op de bovenste witte baan een uitkomende rode leeuw met blauwe tong en nagels.
De beeltenis van de vlag komt overeen met het gemeentelijk wapenschild. De vijf hoeken op de witte baan stellen de vijf voormalige gemeenten voor die bij de gemeentelijke herindeling zijn samengevoegd. De uitkomende leeuw is afkomstig uit het wapen van Naaldwijk.

## Verwante afbeeldingen

Het wapen van Westland
De vlag van Naaldwijk